# Sven Thorell
Sven Gustaf Thorell (Estocolmo, 18 de febrero de 1888-Bromma, 29 de abril de 1974) fue un deportista sueco que compitió en vela en la clase bote 12 ft. Participó en dos Juegos Olímpicos de Verano en los años 1928 y 1932, obteniendo una medalla de oro en Ámsterdam 1928 en la clase bote 12 ft.

## Palmarés internacional
| Juegos Olímpicos | Juegos Olímpicos         | Juegos Olímpicos | Juegos Olímpicos |
| Año              | Lugar                    | Medalla          | Clase            |
| ---------------- | ------------------------ | ---------------- | ---------------- |
| 1928             | Ámsterdam (Países Bajos) | Medalla de oro   | Bote 12 ft       |